# Kim Kong
Kim Kong es una miniserie francesa creada por Simon Jablonka y Alexis Le Sec, dirigida por Stephen Cafiero y emitida por Arte. Fue estrenada el 14 de septiembre de 2017. Está basada en el secuestro de Shin Sang-ok y Choi Eun-hee de 1978.

## Sinopsis
Mathieu Stannis es director de películas de acción comercial, desilusionado con su trabajo. Secuestrado, se despierta en un país asiático, donde sus secuestradores anuncian que hará una película diseñada por el dictador local, aficionado al cine, el cual es un déspota comunista (que se parece al líder norcoreano Kim Jong-un), quien ha escrito una nueva versión de King Kong. para la gloria de su régimen. 
Ante el escenario dictatorial del caricaturista, los recursos técnicos limitados y un equipo poco calificado, el director francés gradualmente logra hacer su lugar. Establece vínculos con los miembros de su equipo, cuyos talentos ocultos revela, y termina disfrutando de esta situación restringida pero que le brinda una libertad artística sin precedentes. 

## Reparto
- Jonathan Lambert como Mathieu Stannis.
- Audrey Giacomini como Yu Yu.
- Fred Chau como Choi Han Sung.
- Anthony Pho como Dang Bok.
- Christophe Tek como El Comandante.
- Stephen Cafiero como Leo Duval.
- Henri Courseaux como El Embajador.

## Ficha técnica
- Título original: Kim Kong
- Título en inglés: Kim Kong
- Realización: Stephen Cafiero[1]
- Guion: Simon Jablonka y Alexis Le Sec[1]
- Música original: Erwann Kermorvant
- Producciónː Thomas Bourguignon[1]
- Empresas Productoras: Kwaï, Armance, Arte France[2]
- Empresa de distribución: Arte Francia y Alemania[2]
- Duración: 45-51 minutos[2][3]
- Género: Comedia
- País de origen:  Francia
- Estrenoː 14 de septiembre de 2017

## Producción
La serie está inspirada en el secuestro del cineasta surcoreano Shin Sang-ok por orden de Kim Jong-il, entonces jefe de asuntos culturales de Corea del Norte, y obligado a hacer películas de propaganda.

### Rodaje
El rodaje de las escenas asiáticas tuvo lugar en Tailandia.